# Caladenia plicata
Caladenia plicata är en orkidéart som beskrevs av Robert Desmond David Fitzgerald. Caladenia plicata ingår i släktet Caladenia och familjen orkidéer. Inga underarter finns listade i Catalogue of Life.